# Yanfolila
Yanfolila es la ciudad capital del círculo de Yanfolila de la región de Sikasso, en Malí.  Se encuentra ubicada al suroeste del país, al sur de la capital nacional, Bamako, y cerca de la frontera con Costa de Marfil y República de Guinea.

## Ubicación
El pueblo se encuentra a 272 km al oeste de Sikasso, 165 km al sur de Bamako y a 23 km de la frontera con Guinea.